# Gabriel Bruté de Rémur
Gabriel Bruté de Rémur est un agronome français né en 1728 et mort en 1786.

## Origines
Gabriel Bruté de Rémur est né le 15 novembre 1728 à Paris du mariage de Guillaume Bruté et de Marie-Madeleine Turlure. Il est mort à Rennes le 27 février 1786.
Il épouse en premières noces à Paris, le 28 février 1756 Marie-Françoise Le Chat de La Sourdière (1730-1776). De cette union naissent sept enfants entre 1757 et 1772, dont notamment une fille mariée à Pierre-Vincent Varin de La Brunelière. Il se remarie le 14 février 1778 à Rennes avec Renée Le Saulnier du Vauhello. De cette union, naissent deux fils :
- Simon Bruté de Rémur (20 mars 1779 à Rennes, 26 juin 1839 à Indianapolis), premier évêque d'Indianapolis de 1834 à 1839 ;
- Augustin Bruté de Rémur (1784, 8 novembre 1865).

## Directeur des domaines du roi
Gabriel Bruté de Rémur est magistrat à la Cour de Rennes, directeur général des domaines et bois de la province de Bretagne, et de ceux du duc de Penthièvre, contrôleur des actes de Rennes.
Il s'établit à Belle-Île en 1769 pour défricher les landes. En moins de deux ans, « il fait défricher 150 hectares, élève des édifices, achète des bestiaux et des instruments aratoires, le mobilier complet d'une grande ferme, ainsi que des fourrages et des approvisionnements de toute espèce, et confie le tout à un habile fermier de Rennes. Ces dépenses restèrent en pure perte, l’entreprise fut abandonnée et un an après, les bruyères et les ajoncs couvrirent de nouveau tous ces terrains. Quarante-huit ans après, M. Trochu vient relever les ruines de cet établissement agricole et prouver, par des résultats jusqu'alors inconnus d'ici, la puissance de la volonté unie au génie de l'exécution ».

## Son domaine de Belle-Île
À sa mort, son fils Augustin hérite du domaine qui est vendu à Françoise, Rose Burnel, veuve de Jean-Marie Trochu. « À cette époque il ne restait plus trace de la majeure partie des constructions de monsieur Bruté de Rémur et toutes les terres, restées en sillons, étaient retournées à leur premier état. Ce dernier est exploité par son fils Jean-Louis Trochu qui achète le reste des terres (400 hectares de terres incultes, dont 200 d'une seule pièce. Et en 1820, il avait 70 hectares cultivés fournissant d'abondantes récoltes ». Jean-Louis Trochu